# 177866 Barrau
177866 Barrau è un asteroide della fascia principale. Scoperto nel 2005, presenta un'orbita caratterizzata da un semiasse maggiore pari a 2,774525 UA e da un'eccentricità di 0,026450, inclinata di 3,546994° rispetto all'eclittica. Ha un diametro di 3,784 km e un'albedo di 0,049.
Fa parte della famiglia di asteroidi Hoffmeister.